# Делян (Софійська область)
Деля́н (болг. Делян) — село в Софійській області Болгарії. Входить до складу общини Божуриште.

## Населення
За даними перепису населення 2011 року у селі проживали 23 особи.
Розподіл населення за віком у 2011 році:
Динаміка населення: